# Aortadissectie
Een aortadissectie is een aandoening waarbij de binnenwand van de aorta zodanig beschadigd is dat zich bloed tussen de binnen- en buitenwand ophoopt. Een aortadissectie geeft plotselinge heftige pijn, en is acuut levensbedreigend wegens het gevaar van een aortaruptuur en of ischemie van andere organen. Tot rond 1950 had een aortadissectie meestal de dood tot gevolg terwijl tegenwoordig het merendeel van de patiënten de aandoening overleeft dankzij een spoedoperatie. Een correcte en snelle diagnose is daarbij van doorslaggevend belang.
Er zijn 2 typen dissecties, afhankelijk van de plaats in de aorta:
- Type A: de scheur in de binnenste laag van de aorta ontstaat vlak na het hart en loopt door tot in de aortaboog, de grote lichaamsslagader vlak boven het hart
- Type B: de scheur begint in het afdalende deel van de aorta voorbij de belangrijke slagaders van het hoofd en de armen.
Bij een dissectie van Type A is de sterftekans groot

## Ontstaansmechanisme
Een aortadissectie ontstaat typisch bij patiënten met een voorgeschiedenis van langdurig verhoogde bloeddruk (hypertensie) of andere factoren die leiden tot verzwakking van de aortawand zoals het syndroom van Marfan, syndroom van Ehlers-Danlos of langdurig misbruik van cocaïne of amfetamines. De aortawand, die bestaat uit drie lagen (van binnen naar buiten de tunica intima, de tunica media en de tunica adventitia), scheurt in tussen de binnenste en middelste laag waardoor bloed zich hier ophoopt en deze lagen verder opsplitst. Dit kan zich uitbreiden richting het hart, weg van het hart of allebei. Als er spontaan een tweede scheur ontstaat, dan kunnen de klachten weer verdwijnen. Indien de wand inscheurt naar de buitenste laag en er voorbij dan is dit bijna altijd fataal.
Er zijn twee belangrijke indelingssystemen om aortadissecties te beschrijven: de Stanford classificatie en de DeBakey classificatie.

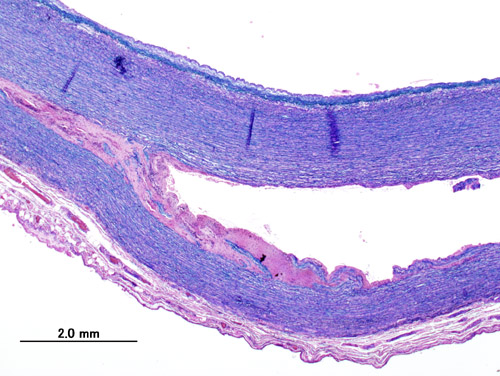
Histopathologisch beeld van een aneurysma dissecans van de aorta thoracica

## Klinische kenmerken en diagnose
De klassieke presentatie van een aortadissectie bestaat uit plotse, ernstige, scheurende pijn op de borst die uitstraalt tussen de schouderbladen. Als een van de halsslagaders (arteria carotis) bij de dissectie betrokken is, kan de patiënt klachten hebben die wijzen op een cerebrovasculair accident (CVA). Het klinisch onderzoek is vaak relatief normaal wat de diagnose bemoeilijkt. Een abnormale bloeddruk (zowel hypertensie als hypotensie) komt wel regelmatig voor. In de meest ernstige gevallen is de patiënt reeds in shock op het ogenblik van aanmelding.
Eerder eenvoudige technische hulpmiddelen zoals een ECG, röntgenfoto van de borst of bloedonderzoek zijn vooral nuttig voor het uitsluiten van andere aandoeningen die pijn op de borst kunnen geven. Voor het aantonen van aortadissectie is een CT-scan de eerste keuze.

## Behandeling
Elke patiënt met een aortadissectie dient zo snel mogelijk doorverwezen te worden naar een vaatchirurg. Deze zal oordelen of chirurgisch herstel nodig is: sommige dissecties kunnen enkel met medicatie worden behandeld. De voornaamste medicamenteuze maatregel die genomen dient te worden is het verlagen van de bloeddruk om verder doorscheuren van de aortawand te voorkomen. Vaak gebruikte geneesmiddelen hiervoor zijn bètablokkers, nitraten of calciumkanaalblokkers. Alle patiënten met een aortadissectie dienen opgenomen te worden op de afdeling intensieve zorg voor opvolging en het starten van de therapie.